# USS Carbonero (SS-337)
Za druga plovila z istim imenom glejte USS Carbonero.
USS Carbonero (SS-337) je bila jurišna podmornica razreda balao v sestavi Vojne mornarice Združenih držav Amerike.

## Zgodovina
Med drugo svetovno vojno je opravila dve vojni patrulji.